# Luigi's Mansion: Dark Moon
Luigi's Mansion: Dark Moon (conocido en Japón, Australia y Europa como Luigi's Mansion 2) es un videojuego de acción y aventura de 2013 desarrollado por Next Level Games y publicado por Nintendo para la Nintendo 3DS. Es la segunda entrega de la serie Luigi's Mansion después de Luigi's Mansion (2001). La historia sigue a Luigi mientras explora una serie de mansiones en el Valle Evershade, capturando fantasmas con una aspiradora especializada inventada por el profesor E. Gadd. Para restaurar la paz en el Valle Evershade, Luigi debe recolectar las piezas de Dark Moon y recuperar al principal antagonista, el Rey Boo.
En Dark Moon, el jugador controla a Luigi, que captura fantasmas con una aspiradora llamada Poltergust 5000. En el modo para un jugador, el objetivo es rescatar a Mario del Rey Boo y recuperar los fragmentos destrozados de Dark Moon, un objeto mágico. que puede apaciguar a los fantasmas del Valle Evershade. La exploración se divide en cinco mansiones únicas, cada una de las cuales se divide en múltiples niveles basados en misiones que contienen obstáculos y acertijos. El Poltergust 5000 está equipado con funciones para capturar fantasmas y resolver acertijos. Dark Moon también ofrece un modo multijugador cooperativo que se puede jugar localmente o en línea a través de Nintendo Network en Nintendo 3DS o a través de Nintendo Switch Online en la remasterización de Nintendo Switch.
Después de un intento fallido de crear una variante 3D sin gafas del Luigi's Mansion original en GameCube, la serie Luigi's Mansion permanecería inactiva durante aproximadamente una década. Dark Moon fue subcontratado a Next Level Games, una compañía que había trabajado en títulos de Nintendo en el pasado. Shigeru Miyamoto y empleados selectos de Nintendo supervisaron el proyecto, pero en general no intervinieron en el proyecto. El objetivo general del diseño era crear diversas experiencias para el jugador, explorando cómo cada elemento del juego podría usarse al máximo. Muchos de estos elementos se modificaron para adaptarse a la tecnología de Nintendo 3DS, como sus pantallas duales y capacidades 3D.
Dark Moon se anunció en el E3 2011, y se revelaron más detalles a lo largo de 2012. Cuando el juego se retrasó hasta 2013, Nintendo decidió promocionar el juego como parte del «Año de Luigi», con mercadería adicional con el tema de Luigi anunciada para el 30 aniversario del personaje. Dark Moon se lanzó en Japón el 20 de marzo de 2013, con otros lanzamientos regionales más tarde ese mismo mes. El juego recibió críticas generalmente positivas de los críticos, elogiando sus gráficos, la construcción de mundos y las nuevas características, al mismo tiempo que atrajo críticas por su estructura basada en misiones y la falta de puntos de control.  El juego fue nominado a varios premios y vendió 6,44 millones de copias a diciembre de 2020, lo que lo convierte en uno de los videojuegos más vendidos del Nintendo 3DS. Un gabinete de arcade basado en los activos de Dark Moon, titulado Luigi's Mansion Arcade, se lanzó a las salas de arcade de todo el mundo el 18 de junio de 2015. Una tercera entrada en la serie, titulada Luigi's Mansion 3, se lanzó a nivel mundial el 31 de octubre de 2019 para Nintendo Switch. Una remasterización titulada Luigi's Mansion 2 HD se lanzó en Nintendo Switch el 27 de junio de 2024.

## Jugabilidad
Luigi's Mansion: Dark Moon es un juego de acción y aventuras en el que el personaje principal es Luigi, quien es enviado por el profesor E. Gadd para explorar mansiones encantadas abandonadas y capturar fantasmas hostiles usando el Poltergust 5000, una aspiradora especializada. En el modo principal para un jugador, el jugador explora cinco mansiones diferentes diseñadas en torno a un tema específico, como un invernadero cubierto de maleza y una fábrica de relojes construida sobre un sitio arqueológico, para recuperar el fragmento de la Luna Oscura escondido en su interior.
La exploración a través de una mansión se divide en múltiples niveles basados en misiones que se centran en completar una serie de objetivos, como recuperar un objeto, acceder a una habitación en particular o derrotar a un jefe fantasma más fuerte. Al final de cada misión, el jugador recibe una puntuación en función de varios factores, como los tesoros y fantasmas recolectados. Si Luigi sufre demasiado daño por ataques de fantasmas o peligros ambientales y pierde todos sus puntos de corazón, se desmayará y el jugador deberá reiniciar la misión. Si el jugador encuentra y recoge un hueso dorado, Luigi revivirá y continuará la misión en lugar de empezar de nuevo. La pantalla táctil de Nintendo 3DS muestra un minimapa del diseño de la mansión, con ubicaciones de las puertas cerradas y desbloqueadas. El personaje Toad acompaña a Luigi en determinadas misiones. Cuando el jugador obtiene el fragmento de la Luna Oscura escondido en una mansión, puede avanzar a la siguiente mansión.
Para capturar un fantasma, el jugador primero lo aturde usando la linterna de Luigi equipada con el accesorio Strobulb. Mientras que Luigi's Mansion requería que el jugador iluminara al fantasma, en Dark Moon, el jugador carga el Strobulb para liberar un estallido de luz que actúa de manera similar a un flashbang. Cuando está aturdido, los puntos de vida del fantasma quedan expuestos, lo que le permite a Luigi aspirar al fantasma para disminuir sus puntos de vida hasta que esté lo suficientemente débil como para ser capturado. Además de capturar fantasmas, las funciones de succión y soplado del Poltergust 5000 se utilizan para manipular y transportar objetos del entorno. Muchos de los acertijos del juego están diseñados en torno a este concepto. Por ejemplo, el jugador usa la aspiradora para transportar cubos de agua, tirar de interruptores, girar manijas de válvulas e impulsar objetos pequeños. Otros objetos, como ciertos tipos de interruptores y cerraduras, reaccionan sólo cuando se exponen al flash Strobulb. Al principio del juego, el jugador obtiene el Dispositivo de Luz Oscura, que revela puertas y muebles invisibles.
Dark Moon presenta un modo multijugador cooperativo llamado «ScareScraper» («Thrill Tower» en Europa), en el que hasta cuatro jugadores controlan cada uno a un Luigi de diferente color. Los jugadores exploran cada piso de una mansión y completan el objetivo especificado dentro de un límite de tiempo. Cuando se completa el objetivo, los jugadores ascienden al siguiente piso. Todos los pisos se generan aleatoriamente, con diferentes diseños de pisos y ubicación de fantasmas y elementos, y los jugadores pueden seleccionar si la mansión tiene un número limitado o infinito de pisos. Hay cuatro tipos de objetivos diferentes disponibles: Cazador, en el que se deben capturar todos los fantasmas del suelo; Rush, donde los jugadores corren para encontrar la salida al siguiente piso; Polterpup, donde los jugadores persiguen y capturan perros fantasmas; y Sorpresa, en el que se elige aleatoriamente uno de los otros tres objetivos por piso. «ScareScraper» se puede jugar localmente o en línea a través de Nintendo Network.

## Trama
El Rey Boo, que escapó de su pintura después de los acontecimientos del primer juego, rompe la Luna Oscura, un gran objeto cristalino que tiene un efecto pacificador sobre los fantasmas que habitan en Evershade Valley, usando la joya mágica incrustada en su corona. Esto hace que los fantasmas se vuelvan repentinamente hostiles, lo que obliga al profesor a refugiarse en un búnker mientras una niebla oscura y espeluznante cubre el valle. El profesor inmediatamente contacta a Luigi y lo envía al búnker. Le dice a Luigi que recoja las cinco piezas de la Luna Oscura, que se han esparcido en diferentes mansiones, para limpiar la niebla y restaurar la paz en Evershade Valley y capturar y contener a los fantasmas antes de que abandonen el valle y causen estragos en el resto del mundo. Para ayudar a Luigi, le proporciona varios artilugios: una linterna; el Poltergust 5000, una versión mejorada del Poltergust 3000; el Dual Scream, un dispositivo tipo DS utilizado con fines de comunicación; y el Dark-Light Device, una lente especial que se utiliza para descubrir objetos ocultos.
Luigi se abre paso a través de cinco mansiones diferentes en el valle, procediendo a recuperar piezas de Dark Moon de los Possessor Ghosts (a quienes los abucheos les han confiado protegerlas) en cada mansión y salvando a los asistentes Toad del profesor, a quienes el Rey Boo convirtió en pinturas. Los Toads producen imágenes de seguridad que brindan pistas valiosas, y cada imagen muestra a dos Boos llevando una bolsa con una pintura dentro. Finalmente, Luigi y el Profesor descubren que Mario se convirtió en un cuadro y que el Rey Boo está detrás de toda la crisis. Sin embargo, después de que Luigi obtiene la pieza final de la Luna Oscura en una dimensión paralela, el Rey Boo lo intercepta mientras lo devuelven al búnker. King Boo le revela a Luigi sus intenciones de utilizar los fantasmas corruptos para conquistar el mundo. Luigi luego lucha y derrota al Rey Boo.
Cuando Luigi regresa a su mundo, libera a Mario del cuadro y se reúne con el Profesor y los Toads. Vuelven a armar la Luna Oscura, devolviendo a los fantasmas a su forma amigable. El profesor libera a los fantasmas capturados de la Bóveda y ellos celebran tomando una foto. El juego termina cuando Luigi regresa a casa con su perro fantasma recién adoptado, Polterpup. Los créditos muestran a Mario y Luigi visitando Evershade Valley y pasando tiempo con los fantasmas.

## Desarrollo

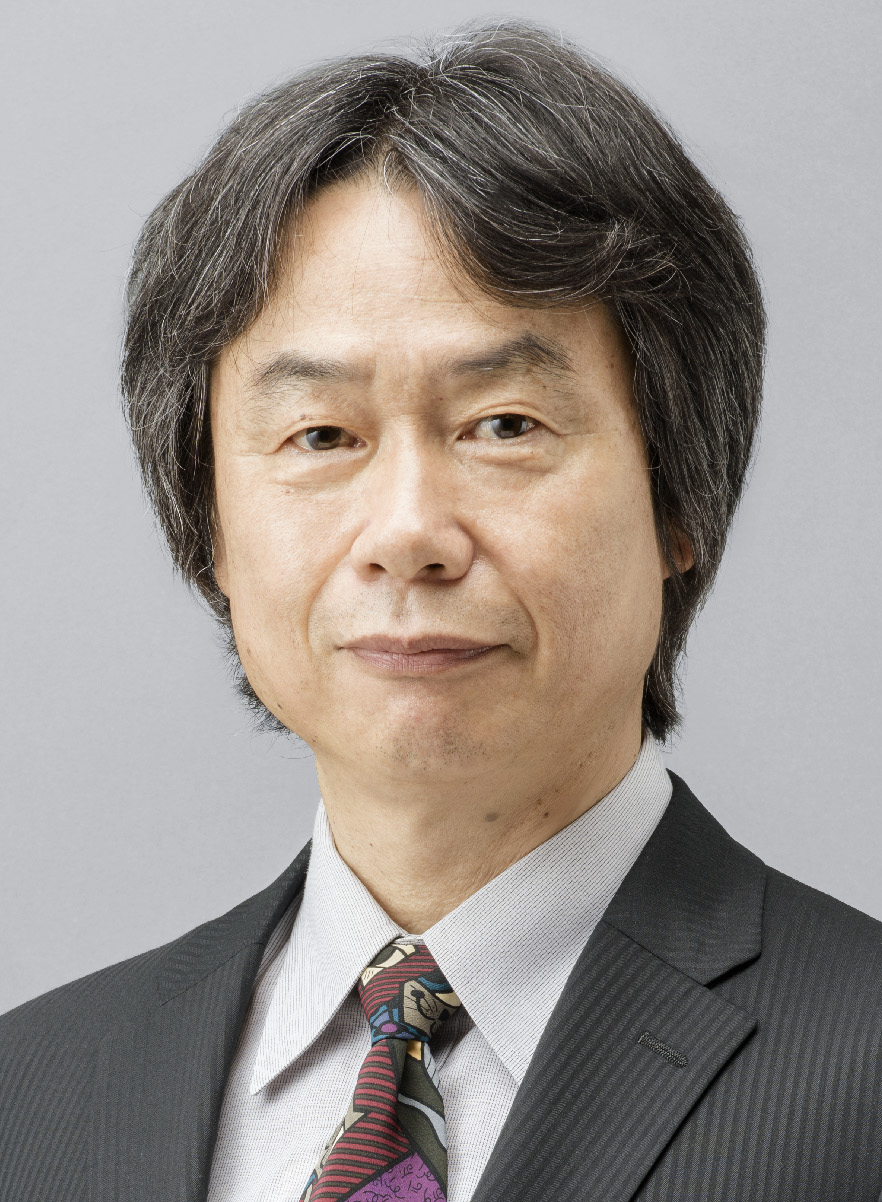
Shigeru Miyamoto, creador de la franquicia Mario, retomó su papel como supervisor y productor.

Luigi's Mansion: Dark Moon fue desarrollado por Next Level Games, un canadiense desarrollador que había trabajado anteriormente en títulos publicados por Nintendo Punch-Out!! y la serie Mario Strikers. Bryce Holliday fue el director general del juego y Chad York fue el compositor principal y director de audio. Brian Davis era un programador principal, principalmente las batallas contra jefes. Shigeru Miyamoto fue productor y creador de Luigi's Mansion original, pero en Dark Moon Miyamoto se mantuvo al margen y supervisó el proyecto. Comparó su papel con el de un pastor, por lo que dejó que Next Level Games tomara el control de la mayor parte del proyecto y, en lugar de decirles qué hacer, intervino cuando sintió que iban en la dirección equivocada. Debido a diferencias de ubicación (Miyamoto en Japón y Next Level Games en Canadá), Yoshihito Ikebata también se desempeñó como supervisor, quien anteriormente había trabajado en la serie Mario vs. Donkey Kong, e información transcluida entre ambas empresas con frecuencia. Ikebata informaría actualizaciones a Miyamoto quincenalmente y transmitiría las opiniones de Miyamoto a Holliday. Ryuichi Nakada se desempeñó como supervisor asistente y realizó tareas similares. Yoshiaki Koizumi también ayudó a asesorar. Según Holliday, Miyamoto hizo un buen trabajo supervisando y el proyecto nunca perdió el foco. El desarrollo comenzó en 2009 y se completó en 2012.
En 2002, el diseñador de hardware Hideki Konno se acercó a Nintendo para realizar experimentos en Luigi's Mansion con la adición de nuevo hardware 3D sin gafas, que también se habría lanzado para GameCube. El proyecto habría sido la primera vez que Nintendo utilizó 3D sin gafas en sus productos y fue anterior a la Nintendo 3DS en nueve años. Inicialmente, Nintendo tenía dudas sobre el proyecto debido al fracaso comercial y crítico anterior del Virtual Boy. El concepto hizo que Konno revisara el hardware de GameCube y creara una nueva versión que incluía una pantalla LCD de cuatro pulgadas para compatibilidad 3D sin gafas. Apodaron el concepto «modo casa de muñecas» porque los efectos 3D agregaron una nueva capa de profundidad e hicieron que los gráficos se destacaran más. El concepto LCD se mostró en el E3 2002, titulado Luigi's Mansion 3D, pero Nintendo se abstuvo de revelar el aspecto 3D. Según Konno, el concepto habría tenido éxito pero su fabricación era simplemente demasiado cara; El cristal líquido, lo que hizo posible la LCD, era demasiado caro en ese momento. Los jugadores habrían necesitado comprar la pantalla LCD como accesorio adicional y la compra probablemente habría sido más cara que la propia GameCube y el proyecto nunca surgió. En los años siguientes, Nintendo revisó continuamente la idea de una secuela de Luigi's Mansion. Ikebata atribuyó esto al Poltergust, que consideraron divertido y satisfactorio de usar y que también podía explotarse para el diseño de rompecabezas. Se dieron cuenta de que la Nintendo 3DS presentaba una capacidad de hardware similar a la de su prototipo en GameCube, y supieron que finalmente había llegado el momento de hacer la secuela.
Antes de su participación con Dark Moon, Next Level Games había trabajado con Kensuke Tanabe y su equipo de desarrollo para lanzar varios videojuegos deportivos, incluidos Super Mario Strikers, su secuela y Punch-Out!!, trabajos que abarcaron desde 2005 hasta 2009. y dos consolas de videojuegos: GameCube y Wii. Antes del desarrollo de Dark Moon Next Level Games estaba ocupado con otro proyecto no revelado relacionado con Nintendo, que luego se reveló como un título de Metroid con una jugabilidad similar al juego de arcade Gauntlet: el proyecto estaba en su fase de prototipo y planeaban presentar el prototipo en una reunión por videoconferencia. En la reunión, sin embargo, seguida de «algo así como un redoble de tambores», Kensuke Tanabe reveló que en cambio estarían trabajando en Dark Moon. Según York, todos los miembros del personal estaban entusiasmados con el cambio de planes, más aún York, que estaba ansioso por hacer música para un título de juego no deportivo. El desarrollo comenzó oficialmente en 2009 y fue anterior al anuncio de Nintendo 3DS en 2010, lo que significa que desconocían para qué hardware estaban creando el juego. Durante la conferencia, fueron informados del intento fallido de hacer Luigi's Mansion 3D en 2002, por lo que asumieron que el nuevo hardware tenía algo que ver con 3D y diseñaron una demostración basada en un concepto de casa de muñecas, casualmente similar a la que se hizo para Luigi's Mansión.
Miyamoto visitó Vancouver, Canadá, en dos ocasiones para discutir el proyecto. Según Next Level Games, otras compañías de videojuegos estaban «merodeando» por el edificio de la compañía después de que se enteraron de la visita de Miyamoto, e intentaron usar la función StreetPass de Nintendo 3DS para compartir datos del juego con él cuando pasaba. Holliday dijo que Miyamoto era muy humilde y evaluaba bien el diseño del juego. Le mostraron una demostración de la primera batalla contra el jefe del juego y, para su sorpresa, la venció muy rápidamente y «lanzó comentarios a diestra y siniestra». Más allá de las dos cumbres, Miyamoto consultaría semanalmente con Next Level Games y celebraría reuniones oficiales quincenalmente. Miyamoto a menudo se inspiraba en programas dramáticos que veía en la televisión en busca de ideas de diseño. Consultaba con Ikebata sobre cómo dividir cada episodio en historias en miniatura que cerraran el círculo, un concepto que era importante en el diseño del juego. En cada reunión de la conferencia, Miyamoto simplemente preguntaba «¿Y?» para empezar; Sabía que los desarrolladores anticiparían esta pregunta y prepararían una respuesta, por lo que aumentarían la atención. El desarrollo tardó más de tres años en completarse y se dedicó mucho tiempo a comprender el hardware para el que estaban desarrollando. Según los promotores, el período fue estresante; Ikebata sintió que el tiempo pasó «en un instante» debido a los altos niveles de estrés, Holliday dijo que se estaba «arrancando los pelos» en el último año de desarrollo, y York incluso tuvo dos hijos en ese plazo. A pesar de la capa de estrés, Miyamoto se aseguró continuamente de que Next Level Games disfrutara del proceso de desarrollo, y Holliday expresó que la atmósfera del equipo era continuamente positiva.
El objetivo del equipo de desarrollo al crear Dark Moon era crear una nueva experiencia diferente a la de Luigi's Mansion y al mismo tiempo conservar la calidad del título original y lo que lo hizo tan memorable. Querían enfatizar nuevos elementos de juego y al mismo tiempo atraer a los veteranos del juego original, pero también asegurarse de que no dependiera demasiado de la nostalgia; Para ello se aseguraron de conservar una atmósfera similar, que equilibraba «un ligero horror y un ligero humor». Manteniendo esta cualidad, pudieron crear nuevos elementos y características de juego sin alejarse demasiado del concepto original de Luigi's Mansion.

### Jugabilidad
El esquema de control de Luigi se construyó diez veces desde cero. Las primeras veces que Ikebata se reunió con Next Level Games, decidieron probar un nuevo conjunto de controles. Cuando le mostraba los nuevos controles a Miyamoto, con frecuencia pedía ver la programación interna necesaria para hacer posibles los controles y con frecuencia iban y venían entre los dos. Miyamoto declaró que la programación era algo en lo que estaba «personalmente involucrado hasta cierto punto». El juego original involucraba al jugador usando ambos circle pad para aspirar un fantasma, pero esto se consideró demasiado inaccesible para los nuevos jugadores y cambiaron a uno en su lugar. La funcionalidad Circle Pad Pro nunca se consideró por razones similares y se lanzó demasiado tarde en el ciclo de desarrollo para incorporarla adecuadamente. Para compensar la falta de profundidad, incorporaron otros trucos de Poltergust para equilibrar la estrategia táctica. Con menos enfoque en absorber fantasmas, pudieron dirigir algunos de los trucos hacia el diseño de niveles, y se hicieron mucho más profundos que el juego anterior. Se agregó la función Strobulb para que atrapar fantasmas sea más satisfactorio.
Se dedicaron aproximadamente entre dieciséis y dieciocho meses del período de desarrollo a concebir y crear prototipos de ideas de juego. Algunas ideas estaban orientadas hacia Poltergust y otras implicaban nuevos conceptos de juego, como un minijuego con globos o un rompecabezas deslizante. Durante el transcurso de un año, Miyamoto jugó el juego simplemente sugiriendo que necesitaba más contenido para aumentar la duración, que fue una de las principales luchas del primer juego. En múltiples instancias durante el desarrollo, sintieron que el juego estaba completo, pero continuaron regresando a áreas pasadas y proponiendo más ideas para cada una de ellas, lo que prolongó el tiempo de desarrollo. Muchas ideas no llegaron al producto final, «tal vez las suficientes para hacer otro juego», según Holliday, y la mayoría de los aumentos de duración provinieron de la adición del modo multijugador.
Se consideró una opción multijugador desde el principio del desarrollo. Konno informó a los desarrolladores que se planeó un modo multijugador para la primera Luigi's Mansion que involucraba a Luigi trabajando junto a otro Luigi, pero por varias razones quedó fuera del producto final; él y Miyamoto los alentaron a incluir el modo en Dark Moon, aunque en primer lugar ya estaban decididos a incluir un modo de juego multijugador. Después de que le mostraron a Miyamoto una demostración de un concepto multijugador, él los retó a que tuviera tanto valor de repetición como la serie Mario Kart para garantizar que tuviera alta calidad. Se centraron en hacer del modo multijugador una experiencia cooperativa, y la progresión solo sería posible con la ayuda de otro jugador para continuar el progreso, como por ejemplo tener a un Luigi atrapado y al otro necesitando salvarlos. Cuando uno de los Luigi queda fuera de combate, otro puede salvarlo, lo cual se incorporó para enfatizar mejor el juego cooperativo y el concepto derivado del minijuego «Luigi's Ghost Mansion» para el título de Wii U, Nintendo Land. Se les dio un límite de 32 MB para permitir su descarga, lo que alteró algunas opciones de diseño.

### Personajes
Next Level Games descubrió que Luigi tenía emociones más diversas que Mario y, por lo tanto, era un personaje más identificable y con más personalidad. Holliday lo describió como alguien que tenía una «cualidad de underdog» y pudo usar su capa de miedo para contar una historia más profunda; Holliday comparó el «lado héroe desafortunado y reacio» de Luigi con el del personaje ficticio Mr. Bean; los desarrolladores vieron mucho del programa de televisión homónimo para moldear la personalidad y el estado de ánimo de Luigi. Miyamoto comparó a Luigi con una ensalada, considerando que era una elección más tímida en comparación con Mario, lo que ayudó a equilibrar el aspecto de terror del juego. También mencionó que numerosos empleados de Nintendo eran fanáticos de Luigi y llevaban mucho tiempo queriendo hacer un juego protagonizado por él. Nintendo enfatizó que Luigi no debería poder saltar en Dark Moon, para conservar las similitudes entre los dos juegos; los diseñadores no sabían por qué Nintendo decidió no dejarlo saltar en el primer juego, e Ikebata asumió que era porque el juego enfatizaba la aventura y eliminar la función de salto desviaba la atención de los elementos de acción. Según los juegos de Next Levels, Nintendo era estricta con su propiedad intelectual y más aún con los personajes, e Ikebata y Nakada eran «guardianes» que hacían cumplir sus reglas. Intentaron traspasar los límites de estas fronteras, pero generalmente se les impidió hacerlo. Luigi, como de costumbre, fue interpretado por Charles Martinet; interpretó las líneas sin ningún contexto del juego en sí, por lo que utilizaron varias formas de guiones gráficos y arte para mostrarle a Martinet en qué situación se encontraba Luigi y qué emoción debería expresar. A veces, Martinet representaba a Luigi físicamente solo por diversión y, a veces, también improvisaba.
Ikebata aseguró que el juego debería retomar Toad del original. Toad fue el personaje favorito de Davis durante todo el desarrollo; Aseguró que el personaje debe tener una conexión emocional con Luigi y que se sienta más seguro cuando está con él. Fue creado para ser una misión de escolta y Davis se inspiró en The Legend of Zelda: A Link to the Past al realizarlas. Kazumi Totaka repitió la voz de E. Gadd del Luigi's Mansion original. E. Gadd fue creado para ser «tanto un manitas como un inventor», lo que justificó por qué reutilizó una Nintendo DS en una herramienta que Luigi usó en el juego. Polterpup se convirtió en el personaje favorito de Next Level Games y Nintendo mientras los desarrollaba y, finalmente, amplió su función para que fuera más grande de lo previsto.
Los diseños de fantasmas se hicieron con una animación similar a la de un dibujo animado y se enfatizaron para que no se los tomara en serio, y se utilizaron a expensas de los chistes. Los diseñadores utilizaron animación de Key Frame para resaltar una expresión más caricaturesca y, a menudo, hicieron que los fantasmas se estiraran en formaciones antinaturales. La mayoría de los diseños de fantasmas conceptualizados llegaron al producto final. Se les hizo actuar «bulliciosos» en situaciones en las que creen que están lejos de Luigi, y se hicieron muchos casos de grietas en las paredes o esquinas de los pasillos para que Luigi pudiera mirar estas situaciones. Nakada sugirió que la obra de arte debería enfatizar este concepto porque se usaba con mucha frecuencia, y aceptaron hacerlo. Muchas ideas de personajes surgieron de Next Level Games que parodiaban tropos comunes de películas de fantasmas, pero Miyamoto pidió que se mantuvieran alejados de ellos. Hizo hincapié en que Dark Moon es «su propio mundo único» y pidió que pensaran fuera de lo común con frecuencia. Por ejemplo, Holliday conceptualizó una batalla contra el jefe que era una planta, pero Miyamoto calificó la idea de «ordinaria» y sugirió que la batalla contra el jefe fuera una escalera. Este fue uno de los únicos elementos de diseño en los que Miyamoto trabajó de manera práctica. Las batallas contra jefes en general fueron diseñadas para dejar un impacto memorable en el jugador; en un momento, Miyamoto hizo que los diseñadores borraran sus diseños originales de batalla contra jefes y los reconstruyeran desde cero debido a la falta de carácter y a que no expresaban la franquicia lo suficientemente bien, aunque todos estaban en las primeras fases y no se perdió mucho. Los desarrolladores declararon esto como un caso en el que Miyamoto «puso patas arriba la mesa del té».

### Gráficos y construcción del mundo
El juego se dividió en un formato de nivel para enfatizar la portabilidad en movimiento de la Nintendo 3DS, y cada nivel fue construido para durar entre diez y veinte minutos y que sucediera algo «satisfactorio» en cada uno de ellos. También utilizaron esta decisión ejecutiva para reinventar las mismas ubicaciones con nuevas ideas. Los desarrolladores sabían que el formato de mundo abierto resultaría en un tedioso retroceso, por lo que agregaron nuevas ideas o cambiaron otras en salas que el jugador ya había visitado. Justificaron esto haciendo que pareciera que los fantasmas habían visitado y alterado el interior de una habitación. A Next Level Games se le enseñó la palabra japonesa «karakuri» de Ikebata, que se traduce aproximadamente como «sorpresa y deleite», y usaron esto como filosofía para diseñar cada ubicación. Para fomentar la exploración, escondieron varios secretos y otras actividades paranormales en las habitaciones. Miyamoto quería que el juego tuviera mucho valor, por lo que se incluyeron múltiples diseños de mansiones. Esto también permitió una creatividad casi ilimitada y el concepto se aprovechó para incluir tantas ubicaciones diversas como fuera posible, como una fábrica de relojes de vapor y un museo. Los desarrolladores también enfatizaron la filosofía de diseño de Miyamoto de «ir a la izquierda», donde el jugador debería ser recompensado por regresar a partes antiguas del juego. Aunque fueron hechos para que fueran relativamente fáciles de encontrar, se aseguraron de que aún fuera un desafío para aquellos que intentaban completar el juego por completo; el propio Ikebata tuvo dificultades para encontrar algunos de los objetos coleccionables y necesitó ayuda de otros. Para que retroceder sea menos repetitivo, introducen el dispositivo de Luz Oscura. Originalmente, el Dispositivo de Luz Oscura iba a ser similar a una realidad alternativa, donde el jugador podría cambiar entre el mundo real y un «mundo espiritual» y ver las diferencias entre ellos. Sin embargo, consideraron que se estaba exagerando el concepto; en su lugar, lo cambiaron para que fueran elementos singulares dentro del mundo real.
Next Level Games recibió muchos comentarios positivos de los jugadores que jugaron la demostración de Dark Moon en el E3 y descubrieron que los gráficos 3D ayudaron a capturar fantasmas más fácilmente. Para hacer que los gráficos 3D fueran una experiencia más cómoda, utilizaron una perspectiva de cámara fija y mantuvieron la cámara más estática durante las escenas. Para facilitar la experiencia, la transición entre la primera y la tercera perspectiva también se ralentizó y los objetos importantes se mantuvieron a la vista del jugador en todo momento. La primera batalla contra el jefe fue diseñada para resaltar la profundidad 3D de la sala. A lo largo del proceso de desarrollo, revisaron continuamente los gráficos 3D para comprenderlos y utilizarlos de la manera más efectiva posible.

## Comercialización y lanzamiento

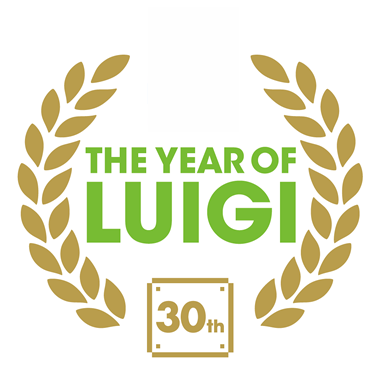
El lanzamiento de Dark Moon coincidió con la campaña de marketing del Año de Luigi (logotipo en la foto) en 2013.

Dark Moon fue revelado en el E3 2011 por Reggie Fils-Aimé, un día antes del anuncio de Wii U. Mencionó que el juego sería más que otra entrega de Luigi's Mansion, y se mostró un avance que mostraba el concepto de múltiples mansiones junto con otras características del juego. Más detalles se mantuvieron al mínimo y anunciaron una vaga fecha de lanzamiento de 2012. Tentativamente se la denominó Luigi's Mansion 2. Al día siguiente, Nintendo anunció en una conferencia de desarrolladores que Next Level Games estaría detrás del título, lo que fue una sorpresa para algunos. Cuando se le preguntó por qué Nintendo estaba haciendo una secuela de Luigi's Mansion antes de otra entrada de Pikmin, Miyamoto respondió que «él quería» y lo había querido durante mucho tiempo. Durante el evento estuvieron disponibles varios stands para realizar demostraciones del juego durante sesiones de juego de veinte minutos, y recibió primeras impresiones positivas de los críticos.
Se revelaron más detalles en el E3 2012, donde se mostraron imágenes del juego que detallan las nuevas características del juego y cómo funciona el juego con gráficos 3D. Se le cambió el nombre a Luigi's Mansion: Dark Moon y se fechó para su lanzamiento navideño. Los detalles, sin embargo, siguen siendo escasos. Una vez más también estuvo disponible un quiosco de demostración. Nintendo publicó un calendario de lanzamiento el 13 de agosto de 2012, que mencionaba que Dark Moon se lanzaría en la «primera mitad de 2013 en América», mientras que El profesor Layton y la máscara de los prodigios y Paper Mario: Sticker Star procedieron a lanzarse según lo programado. Más tarde se anunció a través de Twitter que el juego se lanzaría en el primer trimestre de 2013. En enero de 2013, revelaron las características multijugador del juego. También anunciaron en enero que el título se lanzaría el 24 de marzo, junto con la revelación del arte de la caja del juego.
En una presentación de Nintendo Direct en febrero, el presidente y director ejecutivo de Nintendo, Satoru Iwata—mientras llevaba una réplica de la gorra de Luigi—anunció que 2013 sería declarado como «El año de Luigi»; fue un evento de un año que celebró el 30 aniversario de Luigi, desde sus inicios en Mario Bros. en 1983. Según Miyamoto, se tomó la decisión de crear el evento debido a que el nuevo Luigi's Mansion y otro juego, Mario & Luigi: Dream Team, estaban a punto de lanzarse y ponían énfasis en Luigi, por lo que comenzaron la celebración como mejor les pareció. También creía que Luigi está subrepresentado y descuidado en los títulos de Nintendo. Miyamoto presentó una descripción general de la jugabilidad de Dark Moon en el Direct, junto con anuncios de Dream Team y New Super Luigi U. Antes de la presentación general, Miyamoto e Iwata realizaron una parodia en la que Miyamoto aparecía con un Poltergust de la vida real. Iwata le dio a Miyamoto una gorra de Luigi, los declaró a los dos «Hermanos Luigi» y Miyamoto comenzó la descripción general. En marzo siguiente, Nintendo creó una sala de chat de Miiverse para Dark Moon; Varios empleados de Nintendo, como Miyamoto, Takashi Tezuka y Yoshihito Ikebata, hicieron publicaciones en la sala de chat. Cuando Iwata entrevistó a York, Davis y Holliday en una entrevista de Iwata pregunta ese mes, todos llevaban gorras de Luigi en espíritu de aceleración. En marzo circuló un anuncio promocional que mostraba a un personaje disfrazado de Luigi usando el Poltergust en el mundo real, para el cual Nintendo se asoció con iam8bit Productions y subió un video a su canal de YouTube que muestra cómo se construyó el Poltergust. Luigi's Mansion: Dark Moon se lanzó el 20 de marzo de 2013 en Japón, el 24 de marzo en Norteamérica y el 28 de marzo en Europa. En noviembre siguiente, el juego se incluyó con una Nintendo 3DS. En un Nintendo Direct europeo del 18 de diciembre de 2013, se anunció y lanzó un diorama coleccionable con el tema de Dark Moon y el año de Luigi para el sitio web del Club Nintendo en Europa. Estuvo disponible para su compra ese día en Europa y disponible como pedido anticipado en Norteamérica con fecha de lanzamiento en marzo. El diorama se agotó en Norteamérica y se eliminó del sitio web del Club Nintendo Europa en dos semanas.

## Recepción

### Reseñas críticas
Luigi's Mansion: Dark Moon recibió críticas «generalmente favorables», recibiendo un 86/100 en el sitio web del agregador de reseñas Metacritic. IGN le dio al juego un 9,3 sobre 10, citando que era «Nintendo en su máxima expresión creativa».
Matthew Castle de Official Nintendo Magazine le dio un 92 %, elogiando las imágenes en 3D del juego y la combinación de características nuevas y antiguas. Sin embargo, también criticó el juego por su falta de puntos de control, afirmando que «La muerte, aunque rara, obliga a Luigi a reiniciar las misiones desde cero, castigar 30 segundos de defensa débil con hasta media hora de recolectar tesoros y resolver acertijos por segunda vez, lo que se siente como una justicia dura cuando cometes un error tonto en una emboscada sorpresa». Concluyó con una nota positiva, afirmando: «Por mucho que Luigi's Mansion 2 actúe como el payaso de la clase, todo chillidos y tonterías, tiene más corazón que cualquier juego en la memoria reciente cuando no se trata de sacarlos de cofres de fantasmas, naturalmente. Así que, sé hombre, Luigi, y abraza a tu aplausos. Divertido, hermoso, repleto de sorpresas... pero ya basta de Luigi. Nintendo renueva una de sus ofertas más extravagantes y la convierte en un título imprescindible. Lo único que hay que temer es que tarde otros 10 años en regresar». Por el contrario, Carolyn Petit de GameSpot le dio un 6,5 sobre 10, citando «picos de dificultad y falta de puntos de control», así como los controles rígidos, pero elogió la funcionalidad multijugador.
La presentación visual fue ampliamente elogiada, y algunos consideraron que los gráficos eran los mejores vistos hasta ahora en la 3DS, y Oli Welsh de Eurogamer proclamando que es «lo más parecido a una caricatura jugable desde Zelda: The Wind Waker». Richard Mitchell de Joystiq y Petit consideró que los escenarios atmosféricos eran el activo más fuerte del juego, y Petit observó que el juego «captura perfectamente el tipo de terror gentil tipificado por la atracción Haunted Mansion de Disneyland». Los escenarios se compararon con dioramas y casas de muñecas ornamentadas, y se decía que la gran cantidad de elementos interactivos que reaccionan al vacío de Luigi infundían encanto en los escenarios. Las animaciones de los personajes, particularmente las de Luigi, fueron elogiadas por su valor cómico, y Welsh explicó que «Cada movimiento te hará sonreír, desde su carrera barrigón cuando mantienes presionado el botón de correr hasta su postura de puntillas para cazar fantasmas, o la elaborada Stan Laurel prepara cada una de las tonterías del guion». A los efectos estereoscópicos 3D se les atribuyó el mérito de aumentar significativamente las imágenes del juego al otorgar mayor fisicalidad y profundidad a los detalles ambientales. Chris Carter de Destructoid destacó los fantasmas como un punto destacado visual, pero se quejó de que la presentación de los menús era «decididamente barata y no propia de Nintendo». Castle advirtió que los jugadores «pueden lamentar la pérdida de la oscuridad gótica del primer juego - los fantasmas son más genéricos que los retratos de fantasmas».
Los comentarios sobre el audio fueron en general positivos. La música fue descrita como «suavemente premonitoria» y «deliciosamente espeluznante», con Welsh atribuyendo una cualidad similar a Scooby-Doo, y Mitchell comenta que «se acerca mucho más a Alfred Hitchcock que a Akira Yamaoka». Welsh elogió las vocalizaciones de martinet, y los críticos citaron el trémulo tarareo inactivo de Luigi junto con la música de fondo como un rasgo entrañable. Mientras que Tim Turi de Game Informer comparó cariñosamente el parloteo ininteligible de E. Gadd con «un adorable Ewok», Kevin Schaller de GameRevolution a veces se molestaba por su forma de hablar, a la que se refería como «la versión de Simlish de Nintendo». Aparte de esto, Schaller reconoció que la música era a veces inquietante y que los efectos sonoros eran convincentemente apropiados.

### Ventas
Luigi's Mansion debutó con altas ventas en Estados Unidos; Vendiendo 415 000 copias en el país a mediados de abril, se convirtió en el sexto juego más vendido del mes en sólo una semana en marzo, detrás de Call of Duty: Black Ops II. 365 000 de las cuales fueron descargas físicas y el resto fueron descargas digitales. A mediados de julio, las ventas ascendieron a más de 750 000 unidades. En el Reino Unido, Luigi's Mansion: Dark Moon ocupó el quinto lugar en la lista de todos los formatos, posición que ocupó durante tres semanas consecutivas, convirtiéndose en el primer título exclusivo de 3DS del año en aparecer. Continuó permaneciendo dentro de los diez primeros puestos hasta mediados de mayo. El juego fue el número uno en ventas en Japón durante tres semanas seguidas, con un total de 459 000 hasta el 7 de abril y 68.423 de la semana anterior, por delante de Animal Crossing: New Leaf. El rastreador de ventas Media Create informó que el juego había vendido más del ochenta por ciento de su envío en su semana de debut. Según Bill Trinen, director senior de marketing de productos de Nintendo of America, los exitosos lanzamientos de Dark Moon y Pokémon Mundo Misterioso: Portales al Infinito ayudaron a aumentar las ventas de 3DS en un 50 por ciento a un total de 20 millones, y se esperaba que las ventas de 3DS «realmente despegaran» en 2013. En su primera semana, las ventas mundiales alcanzaron más de 1 millón, y al cierre de octubre, 3,13 millones. Al 31 de diciembre de 2020, el juego ha vendido 6,44 millones de copias en todo el mundo y es el duodécimo juego más vendido en 3DS.

### Premios y nominaciones
Antes de su lanzamiento, Dark Moon fue nominado como Mejor juego portátil por los Game Critics Awards, pero perdió ante Sound Shapes de Queasy Games. A lo largo de 2013 y 2014, el juego fue nominado en varias ceremonias de premios, principalmente en categorías de juegos portátiles, pero perdió todas las nominaciones ante varios otros títulos, incluidos otros desarrollados por Nintendo. En los premios NAVGTR, el juego fue nominado en categorías por su animación y diseño de control, pero perdió ante The Walking Dead: 400 Days y el aclamado por la crítica The Last of Us, respectivamente. Varios sitios de noticias consideraron a Dark Moon entre los mejores videojuegos de 2013, incluidos IGN, USGamer, VentureBeat, y Eurogamer.
| Año  | Ceremonia de premiación                  | Categoría                  | Resultado | Ref.          |
| ---- | ---------------------------------------- | -------------------------- | --------- | ------------- |
| 2012 | Game Developers Choice Awards            | Mejor juego portátil       | Nominado  | [ 81 ]        |
| 2013 | Premios Golden Joystick                  | Mejor juego portátil       | Nominado  | [ 82 ] [ 85 ] |
| 2013 | British Academy Children's Awards        | Juego de 2013              | Nominado  | [ 91 ]        |
| 2014 | 17a edición anual de los D.I.C.E. Awards | Juego portátil del año     | Nominado  | [ 83 ]        |
| 2014 | Game Developers Choice Awards            | Mejor juego portátil/móvil | Nominado  | [ 84 ]        |
| 2014 | Premios NAVGTR                           | Animación, Interactiva     | Nominado  | [ 86 ]        |
| 2014 | Premios NAVGTR                           | Diseño de controles, 3D    | Nominado  | [ 86 ]        |

## Legado
En clasificaciones retrospectivas que van de 2015 a 2023, VG247, Eurogamer, IGN, y Nintendo Life consideran que Dark Moon era uno de los mejores juegos de Nintendo 3DS. Después del lanzamiento de Dark Moon, Next Level Games decidió trabajar exclusivamente con Nintendo y, tras el lanzamiento de Luigi's Mansion 3, fueron adquiridos por Nintendo por completo. Nintendo adquirió la empresa para aumentar las oportunidades de comunicación, con la esperanza de que «facilite una mejora prevista en la velocidad y la calidad del desarrollo».

### Luigi's Mansion Arcade
Luigi's Mansion Arcade es un gabinete arcade desarrollado por Capcom, otra participación de Sega, y con licencia de Nintendo, y basado en el contenido de Dark Moon. Capcom realizó una prueba de ubicación temporal del gabinete en una sala de juegos del 30 de octubre de 2014 al 3 de noviembre de 2014. El gabinete fue revelado formalmente por SEGA en 2015 y estuvo disponible para sesiones de juego en la Japan Amusement Expo 2015. Tras un avance y un sitio web promocional de Capcom, los gabinetes debutaron en Japón en el verano de 2015. El primer gabinete norteamericano se colocó en Dave & Buster's en Addison, Illinois, el 9 de octubre de 2015, y otras ubicaciones de Dave & Buster en el oeste recibieron uno durante el año siguiente. Se titula Luigi Mansion Arcade en Japón y Luigi's Mansion Arcade en Norteamérica.
El exterior y el interior de la máquina están decorados con paneles artísticos de Luigi's Mansion y Dark Moon, y contienen dos juegos de Poltergusts a escala, y los jugadores usan la boquilla de aspiración del Poltergust como controlador. Es un gabinete cerrado en el que se puede sentarse y los jugadores ven una pantalla desde una perspectiva en primera persona; el juego es un juego de disparos con armas ligeras sobre rieles. Los jugadores tienen la opción de comenzar el juego o recibir primero un tutorial de E. Gadd, quien brinda una descripción general de las características de Poltergust. Los fantasmas aparecen en oleadas dentro de las ubicaciones de Dark Moon, y el jugador debe presionar un botón en el Poltergust para aturdirlos y mantener presionado un gatillo para absorberlos. Las indicaciones en la pantalla dictan cómo el jugador debe mover el Poltergust para aspirar a los fantasmas con éxito, o de lo contrario escaparán. Los jugadores también pueden usar una bomba inteligente para eliminar una gran ola de fantasmas a la vez, y el Poltergust puede aspirar monedas y otros objetos para aumentar la puntuación del jugador. El juego es lineal y se basa en niveles, y la dificultad aumenta drásticamente a medida que los jugadores progresan. El gabinete admite uno o dos jugadores a la vez.

### Luigi's Mansion 2 HD
Luigi's Mansion 2 HD, es una remasterización del juego original para Nintendo Switch desarrollado por Tantalus Media, se lanzó el 27 de junio de 2024.
En un Nintendo Direct de junio de 2023, Nintendo anunció una remasterización de Dark Moon con gráficos actualizados, cuyo lanzamiento estuvo previsto para Nintendo Switch en 2024. El 10 de marzo de 2024 se anunció que la remasterización se lanzaría el 27 de junio de 2024.
La remasterización tuvo un buen desempeño comercial, encabezando las listas en Japón y el Reino Unido en su primera semana de lanzamiento. El juego recibió "críticas generalmente favorables" de los críticos, recibiendo una puntuación de 77/100 en el sitio web del agregador de reseñas Metacritic.